# 2712 Кітон
2712 Кітон (2712 Keaton) — астероїд головного поясу, відкритий 29 грудня 1937 року.
Тіссеранів параметр щодо Юпітера — 3,695.